# جان دبلیو. ویکس
جان دبلیو. ویکس (به انگلیسی: John Wingate Weeks) سناتور سابق عضو حزب جمهوری‌خواه ایالات متحده آمریکا بود. وی در سال ۱۹۱۳ تا ۱۹۱۹ میلادی سناتور ایالت ماساچوست در سنای ایالات متحده آمریکا بود.